# Buzoești
Buzoești là một xã thuộc hạt Argeș, România. Dân số thời điểm năm 2002 là 6363 người.